# Morpho zela
Morpho zela är en fjärilsart som beskrevs av Hans Fruhstorfer 1912. Morpho zela ingår i släktet Morpho och familjen praktfjärilar. Inga underarter finns listade i Catalogue of Life.